# Cameron Green
Cameron Donald Green (* 3. Juni 1999 in Perth, Australien) ist ein australischer Cricketspieler, der seit 2020 für die australische Nationalmannschaft spielt.

## Aktive Karriere
Sein First-Class-Debüt gab er als 17-Jähriger im Februar 2017 für Western Australia, wobei ihm fünf Wickets (5/24) gelangen. Im Jahr 2018 wurde er in das Cricket Australia’s National Performance Centre aufgenommen. Er litt danach an einer Stress-Fraktur im Rücken, bevor er in der Saison 2019/20 seinen Durchbruch hatte. Sein Debüt in der Nationalmannschaft gab Green im Dezember 2020 bei der Tour gegen Indien, als er sein erstes ODI bestritt und in der Test-Serie eingesetzt wurde. Im dritten Test der Serie gelang ihm dann ein erstes internationales Fifty über 84 Runs. Ein Jahr später konnte er in der Test-Serie gegen England zwei Fifties über jeweils 74 Runs erzielen und erreichte im fünften Test 3 Wickets für 21 Runs als Bowler. Im März 2022 reiste er mit dem Team nach Pakistan, wo ihm in den Tests ein Fifty über 79 Runs gelang und er sein Twenty20-Debüt absolvierte. Im Juni gelang ihm in Sri Lanka ein weiteres Fifty (77 Runs) im ersten Test der Serie, wofür er als Spieler des Spiels ausgezeichnet wurde. In der darauf folgenden ODI-Serie gegen Simbabwe erzielte er 5 Wickets für 33 Runs, wofür er ebenfalls ausgezeichnet wurde. Im September erzielte er gegen Neuseeland ein Half-Century über 89* Runs im ersten ODI, was abermals ausgezeichnet wurde. Er wurde für den ICC Men’s T20 World Cup 2022 nachnominiert, nachdem sich Josh Inglis verletzt hatte, und absolvierte dort ein Spiel. Im Dezember erreichte er dann im zweiten Spiel der Test-Serie gegen Südafrika ein weiteres Fifty (51* Runs) und konnte als Bowler 5 Wickets für 27 Runs erreichen. Sein erstes Century gelang ihm dann im zweiten Test der Tour in Indien im März 2023, als ihm 114 Runs aus 170 Bällen gelangen. Im Sommer war er Teil des Finalteams beim australischen Gewinn der ICC World Test Championship 2021–2023. Auch wurde er für den Cricket World Cup 2023 nominiert.